# Saint-Germain-sur-Ille
Saint-Germain-sur-Ille (bret. Sant-Jermen-an-Il) – miejscowość i gmina we Francji, w regionie Bretania, w departamencie Ille-et-Vilaine.
Według danych na rok 1990 gminę zamieszkiwały 693 osoby, a gęstość zaludnienia wynosiła 178 osób/km² (wśród 1269 gmin Bretanii Saint-Germain-sur-Ille plasuje się na 723. miejscu pod względem liczby ludności, natomiast pod względem powierzchni na miejscu 1049.).